# غيبة (عقيدة)
الغيبة مصطلح في الغالب يستخدمه بعض الشيعة ويقصدون به إمام غاب عن العالم وعن الأنظار حتى يأذن الله له بالظهور «ليملأ الأرض عدلا كما ملئت ظلما وجورا». وتكون غيبته مصاحبة بإيمان من أتباعه أنه حي يرزق ويعيش بين الناس إلا أنه مخفي عن الأنظار.
وهذا المعتقد تعتقد به بعض الطوائف الشيعية كالاثنا عشرية والسبعية والدروز وغيرهم وهناك بعض طوائف الشيعة لم يكون في تاريخهم أي غيبة مثل الشيعة الزيدية والنزارية الإسماعيلية.
وتختلف الغيبة عن السترة حيث يخلط الكثير أحيانا بين المفهومين فالإمام المستور كأئمة الإسماعيلية الأربعة الذين تلوا جعفر الصادق هو إمام مستور عن الناس ولا يخاطبه أو يراه إلا الخواص ولكنه يموت ويخلفه بعده إمام.

## الشيعة والغيبة
يرى الشيعة أن مفهوم الغيبة ليس غريبًا أو مستهجنًا فالمسلمون في أغلبهم يؤمنون بغيبة المسيح وأنه سيعود مرة أخرى وأيضا غيبة الدجال حيث يؤمنون أنه حي ولكن لا يعلم مكانه أحد وسيظهر. والقرآن يتحدث عن بعض الأحداث التاريخية المرتبطة بغياب أشخاص لفترات طويلة ثم عودتهم مرة أخرى كقصة عزير وقصة أهل الكهف. ويؤمن بعض المسلمين من الشيعة أن الخضر حي يعيش بين الناس منذ مئات السنين.
بينما يرى أصحاب وجهة النظر الأخرى أن هذه الأمثلة التي تقول بها طوائف الشيعة لا علاقة لها بغيبة الإمام عند هذه الطوائف، وذلك للأسباب التالية:
- الذي عليه سائر العلماء المحققون أن الخضر قد مات لعدم وجود نصوص صحيحة من القرآن أو السنة على حياته.
- أما بالنسبة لأهل الكهف وعزير والمسيح والدجال، فهؤلاء لا يمكن قياسهم على الإمام عند طوائف الشيعة، حيث أهل الكهف كانوا قوما معزولين عن الناس في زمانهم في كهف لا يعلمون شيئا عن الناس ولا يعلم عنهم الناس شيئاً ثم استيقظوا من نومهم وعرف بهم الناس وماتوا وطويت قصتهم فلم يكونوا يشرعون للناس في الدين ولم يكونوا حجة الله في الأرض ولا غير ذلك، وكذلك الأمر هو مشابه بالنسبة لعزير، أما الدجال فهو في مكان معزول والمسيح رفعه الله في السماء.
- أمام الإمام عندهم «هو الحجة على أهل الأرض»[2]، فلا حجة عندهم سواه، حتى أن كتاب الله ليس حجة بدون الإمام «لأن القرآن لا يكون حجة إلا بقيِّم».[3]

## مفهوم الانتظار
يرى الشيعة أن غيبة أي إمام دائمًا ما تكون بسبب أعمال العباد ولحكمة يراها الله، وأن المؤمن يجب أن يعد نفسه لظهور إمامه بالاستعداد الروحي والجسدي والابتعاد عن المعاصي والذنوب. والجدول التالي يلخص الطائفة والإمام الذي تعتقد بغيبته وسنة غيبته وعمره عند غيبته:
|              | الإمام الغائب                | سنة الولادة             | سنة الغيبة أو الوفاة (حسب المعتقد) | عمر الإمام عند الغيبة         |
| فرق حيَّة      | فرق حيَّة                      | فرق حيَّة                 | فرق حيَّة                            | فرق حيَّة                       |
| ------------ | ---------------------------- | ----------------------- | ---------------------------------- | ----------------------------- |
| الاثنا عشرية | محمد بن الحسن العسكري المهدي | 15 شعبان 255هـ          | الغيبة الصغرى / الغيبة الكبرى      | الغيبة الصغرى / الغيبة الكبرى |
| الدروز       | الحاكم بأمر الله الفاطمي     | 23ربيع الأول عام 375 هـ | 411 هـ                             | 411 - 375 = 36 عاما           |
| فرق مُنقرضة   |                              |                         |                                    |                               |
| الكيسانية    | محمد بن الحنفية              | 21 هـ                   | 81 هـ                              | 81 - 21 = 60 عاما             |
| الناوسية     | جعفر الصادق                  | 17 ربيع الأول 83 هـ     | 148هـ                              | 148 - 83 = 65 عاما            |
| السبعية      | محمد المكتوم                 | 132 هـ                  | 193 هـ                             | 193 - 132 = 61 عاما           |

## مكان وجود الإمام أثناء فترة غيبته
- محمد بن الحسن العسكري المهدي عند الاثنا عشرية: وقد تعددت الأقوال، فقيل:
  - في سرداب سامراء.[7]
  - في المدينة.[8]
  - في مكة.[9]
  - في ذي طوى.[9]
  - في اليمن بواد يُقال له شمروخ.[10]
  - الجزيرة الخضراء.[11]
  - ويقول الأربلي:«إنه حي موجود، يحل ويرتحل، ويطوف في الأرض ببيوت وخيم وخدم وحشم وإبل وخيل وغير ذلك.»
- ويعتقد البعض أن الإمام الثاني عشر المهدي، موجود بين النّاس ويتنقّل بينهم، غاية ما هنالك أنه غير معروف لدى الناس بهويته الأصلية، كما كان نبيّ الله يوسف يتنقّل بين النّاس ولا أحد يعلم أنه نبي الله، ويستفاد من بعض رواياتهم أنّ المهدي يتواجد في أغلب الأوقات في المدينة المنّورة، ولكن في أيّ نقطة فذلك غير معلوم أبدا. وتشير إحدى روايات الشيعة إلى تواجد المهدي في موسم الحجّ سنوياً، يُنسب إلى جعفر الصادق قوله: يفقد النّاس إمامهم فيشهدهم الموسم فيراهم ولا يرونه.[12]